# Boulevard de l'Union (Bucarest)
 (décembre 2023).
Si vous disposez d'ouvrages ou d'articles de référence ou si vous connaissez des sites web de qualité traitant du thème abordé ici, merci de compléter l'article en donnant les références utiles à sa vérifiabilité et en les liant à la section « Notes et références ».
Le boulevard de l'Union ou de l'Unification (en roumain, Bulevardul Unirii — initialement nommé Bulevardul Victoriei Socialismului soit « Boulevard de la Victoire du Socialisme »), est une artère majeure du centre de Bucarest, équivalent de la Karl-Marx-Allee de Berlin-Est.

## Situation et accès
Il relie la place d'Alba-Iulia à l'est avec celle de la Constitution sur laquelle s'élève notamment le palais du Parlement. Le boulevard traverse également la place de l'Union.

## Origine du nom
Elle fait référence à l'Unification des Principautés roumaines, un événement fondateur dans l'histoire nationale de la Roumanie.

## Historique
Elle était initialement nommé Bulevardul Victoriei Socialismului soit « Boulevard de la Victoire du Socialisme » avant de prendre sa dénomination actuelle
Lors du séisme de Vrancea de 1977, Bucarest souffre d'importantes destructions. La plupart des bâtiments anciens sont fissurés mais toujours debout, tandis que des immeubles en béton armé préfabriqué construits sous le régime communiste se sont effondrés en entier « comme des châteaux de cartes ». C'est un mauvais symbole pour un régime politique qui se considère comme très supérieur à tous ses prédécesseurs : les immeubles anciens, considérés comme trop fragiles, ne sont pas restaurés mais sont purement et simplement rasés pour être remplacés par des immeubles modernes et une vaste esplanade est dégagée : elle abritera quelques années plus tard le Palais du Parlement, édifice emblématique du Bucarest communiste, de style néostalinien. Selon la légende urbaine, avec ses 2 800 mètres de long, le Bulevardul Victoriei Socialismului soit « Boulevard de la Victoire du Socialisme » (« sur la Ville » ajoutait la légende urbaine) se veut « la réponse de Nicolae Ceaușescu à l'avenue des Champs-Élysées de Paris ».
La construction commence le 25 juin 1984. Après la chute de la dictature communiste, le boulevard est rebaptisé de son nom actuel.

## Bâtiments remarquables et lieux de mémoire
Il est bordé d'immeubles d'habitations construits à la même époque que le palais du Parlement. L'édifice abritant la Bibliothèque nationale de Roumanie, inauguré en 2012, s'élève à proximité du carrefour avec le boulevard Mircea Vodǎ. En face, se trouve le bâtiment qui abrite le tribunal de la ville.